# Daniel Libeskind
Daniel Libeskind (født 12. maj 1946 i Łódź) er en polsk født arkitekt, som blev amerikansk statsborger i 1965. Han er uddannet på Bronx High School of Science.
Hans mest kendte projekter er:
- Dansk Jødisk Museum (2004) i København, Danmark.

- Det Jødiske Museum  (1999) i Berlin, Tyskland.

- Felix-Nussbaum-Haus (1998) i Osnabrück i Tyskland, et museum om maleren Felix Nussbaums liv og kunst.

- Imperial War Museum North i Manchester, Storbritannien.

Spiral-udvidelsen af Victoria and Albert Museum i London, Storbritannien, blev opgivet i 2004.
Senest har han vundet arkitektkonkurrencen om den nye bebyggelse på Ground Zero i New York City, USA.